# Ann Marriner Tomey
Ann Marriner Tomey (* 1943) ist eine US-amerikanische Pflegewissenschaftlerin und emeritierte Professorin. Ihr wissenschaftliches Interesse gilt vor allem der Erforschung des Pflegeprozesses und dem Pflegemanagement.
Tomey studierte an der Mary Lanning Memorial Hospital School of Nursing und erhielt ihren B.S. an der University of Colorado. Nach weiterführenden Studien erlangte sie dort auch ihren M.S. und promovierte im Fach Pflegewissenschaften. Vor ihrer Emeritierung lehrte sie Pflegewissenschaften an der Indiana State Universität in Terre Haute.

## Veröffentlichungen (Auswahl)
Tomey veröffentlichte über 300 wissenschaftliche Publikationen, darunter 38 Bücher zum Themenbereich Pflegeprozess und -management sowie Pflegetheorie, die in mehrere Sprachen übersetzt wurden.
- Guide to nursing management and leadership, Mosby/Elsevier, 2009, 8. Auflage, ISBN 0-323-05238-X
- mit Martha Raile Alligood: Nursing theorists and  their work, Mosby/Elsevier, 2006, 6. Auflage, ISBN 0-323-03010-6
- mit Martha Raile Alligood: Nursing theory - Utilization & Application, Elsevier Health Sciences, 2006, 3. Auflage, ISBN 0-323-03133-1
- Transformational leadership in nursing, Mosby-Year Book, 1993, ISBN 0-8016-6875-1
- Case studies in nursing management: practice, theory, and research, Mosby, 1990, ISBN 0-8016-5848-9

## Auszeichnungen und Mitgliedschaften
Tomey war Vorsitzende der Midwest Alliance in Nursing, Präsidentin der Indiana State Nurses' Association, sowie des Alpha Chapter von Sigma Theta Tau International und Vizepräsidentin des Council on Graduate Education for Administration in Nursing. Sie war Vorstandsmitglied der Nursing Administration Research Section der Midwest Nursing Research Society und ist Mitglied der American Academy of Nursing. Neben anderen Auszeichnungen als herausragende Lehrkraft erhielt sie den Sigma Theta Tau International Founders Award und den Book of the Year Award des American Journal of Nursing. Im Jahre 1999 erhielt sie die President's Medal for Excellence. Für ihre Forschungen wurde sie 2000 mit dem Theodore Dreiser Distinguished Research and Creativity Award ausgezeichnet.